# Acordo de Wanfried
O Acordo de Wanfried (em alemão:  Wanfrieder Abkommen) foi um acordo entre os Estados Unidos e a União Soviética respeitante à transferência de território entre as zonas ocupadas pelos Estados Unidos e pela União Soviética após a Segunda Guerra Mundial. Foi assinado em Hesse, Alemanha, após ter sido finalmente definida a principal fronteira interna alemã em finais de julho de 1945.
Uma linha de caminho-de-ferro que percorria a zona norte-americana entre as cidades de Bremen, Hannover e Bebra, cruzava uma pequena porção (aprox. 3 km.) da zona soviética perto de Neuseesen e de Werleshausen (Turíngia). Esta situação causava cortes do tráfego pela linha, que era importante para os Estados Unidos como ligação entre a sua zona ocupada na Alemanha do sul e um pequeno enclave controlado pelos Estados Unidos no porto do Mar do Norte, em Bremerhaven. 
Em 17 de setembro de 1945 foi assinado um acordo na cidade de Wanfried, entre as autoridades norte-americanas e soviéticas, e no qual se deslocou a fronteira para resolver o problema. Após fechar o acordo, os oficiais que participaram neste trocaram garrafas de whisky e vodka, e desde então essa linha de caminho-de-ferro ficou conhecida informalmente em alemão como a "Whisky-Wodka-Linie".
O Brigadeiro-General W.T. Sexton do Exército dos Estados Unidos assinou o acordo de Wanfried por parte dos Estados Unidos, enquanto o Tenente-General V.S. Askepalov assinou por parte da União Soviética.
As localidades de Asbach-Sickenberg, Vatterode, e Weidenbach/Hennigerode (Kreis Witzenhausen) com 429 habitantes e 7,61 km² de território passaram para a zona soviética. As localidades de Neuseesen e Werlesausen, com 560 habitantes e 8,45 km², na comarca de Eichsfeld, foram transferidas para a zona norte-americana. 
Embora mais tarde tivessem lugar outras pequenas alterações da fronteira interna alemã, só o Acordo de Wanfried teve o estatuto de tratado entre os poderes ocupantes, considerando-se que esteve em pé de igualdade com o Acordo de Potsdam.